# AirPlus
 (octobre 2007).
Si vous disposez d'ouvrages ou d'articles de référence ou si vous connaissez des sites web de qualité traitant du thème abordé ici, merci de compléter l'article en donnant les références utiles à sa vérifiabilité et en les liant à la section « Notes et références ».
AirPlus International fournit des solutions pour la gestion de voyages d’affaires pour les entreprises. 
Les associés de AirPlus International GmbH sont la Bayerische Landesbank et Deutsche Lufthansa AG.

## Historique
Dès 1936, la Air Travel Card est lancée pour les pilotes et le personnel des compagnies aériennes. Le logo alors présent sur cette carte est toujours utilisé sur les cartes AirPlus.
En 1986, onze sociétés de transport aérien ont fondé AirPlus Limited Card Services, qui a perpétué la cette première carte. De cette alliance est née en 1989 Lufthansa AirPlus Servicekarten GmbH (AirPlus).
En 1994, la société crée un secteur logistique et marketing direct et en 1998, un secteur Card Program Management.
En 1999, CommuniGate Kommunikationsservice GmbH, fondée par Lufthansa AirPlus dans le cadre d’une coentreprise avec Bayern Card-Services, commence son activité. Sa principale activité est le suivi des titulaires de la Lufthansa Card, lancée en janvier 1999.
En 2000, c'est le lancement de la marque AirPlus International et 2002, la fondation de AirPlus International Inc. à New York et celle de AirPlus International Ltd. à Londres.

## Produits
Le paiement, le décompte et l’analyse des voyages d’affaires sont soutenus par différents produits. 
- AirPlus Company Account : il s’agit d’un compte de paiement central permettant de régler de façon globale l’ensemble des dépenses typiques d’une entreprise dans le cadre de voyages d’affaires.
- AirPlus Corporate Cards : les collaborateurs reçoivent des cartes de crédit (par ex. Mastercard) permettant de régler leurs dépenses courantes lors de voyages d’affaires.
- AirPlus Information Manager : il s’agit d’un outil d’analyse pour la gestion des frais de déplacement d’une entreprise.

## Données et identité
- Actionnaire : Deutsche Lufthansa AG
- Registre du commerce : Tribunal d’instance d'Offenbach/Main, HRB 8119
- Direction : Patrick W. Diemer et Roland Kern
- Président du Conseil de surveillance : Alex Tillmann, Deutsche Lufthansa AG
- Total des règlements (2006) : 13,7 milliards d’€
- Transactions effectuées (2013) : 145 millions
- Nombre de cartes de crédit : 937 000
- Nombre de clients : 42 000 clients d’entreprise (à travers le monde)
- Collaborateurs : 1174